# Махмутово (Абзелиловский район)
Махму́тово (баш. Мәхмүт) — деревня в Абзелиловском районе Республики Башкортостан России, входит в состав Халиловского сельсовета.

## География
Расстояние до:
- районного центра (Аскарово): 27 км,
- центра сельсовета (Халилово): 8 км,
- ближайшей железнодорожной станции (Альмухаметово): 17 км.

## Население
| 1968 | 2002 | 2009 | 2010 |
| ---- | ---- | ---- | ---- |
| 480  | ↗558 | ↗667 | ↘584 |

### Национальный состав
Согласно переписи 2002 года, преобладающая национальность — башкиры (100 %).

## Достопримечательности
В деревне находится мечеть.